# Vụ khủng bố nhà hát Dubrovka Moskva
Vụ khủng bố tại nhà hát Moskva và vụ bắt giữ con tin ngày 23 tháng 10 năm 2002 tại một nhà hát đông người ở Mátxcơva do những người đàn ông và phụ nữ Chechnya vũ trang, tự cho mình là những kẻ trung thành với phong trào ly khai ở Chechnya tiến hành. Họ bắt giữ 850 con tin và yêu cầu việc rút các lực lượng Nga ra khỏi Chechnya. Sau hai ngày rưỡi, Spetsnaz ("lực lượng đặc biệt") của Nga đã tấn công toà nhà với sự hỗ trợ của một loại "khí nốc ao" chưa được xác định. Tất cả 42 kẻ khủng bố bị tiêu diệt, 129 con tin thiệt mạng, lực lượng Spetsnaz không bị thương vong.

## Bắt giữ con tin
Cuộc tấn công diễn ra tại Nhà văn hoá Công ty bi nhà nước số 1, một nhà hát tại Mátcơva, ở vùng Dubrovka, tên được đặt theo chủ sở hữu chính của nó. Trong màn II vở Nord-Ost với nhà hát chật cứng khán giả, 42 người đàn ông và phụ nữ trang bị vũ khí đầy đủ tiến vào trong nhà hát và bắt tất cả mọi người có mặt làm con tin, cả khán giả và các diễn viên. Những người vũ trang — do Movsar Barayev, cháu của tên chỉ huy quân sự tàn bạo người Chechnya — đe doạ giết tất cả các con tin trừ khi các lực lượng Nga ngay lập tức rút lui không điều kiện khỏi Chechnya.
Một số diễn viên đang nghỉ phía sau đã trốn thoát được qua một cửa sổ và gọi cảnh sát. Những người may mắn này thông báo khoảng một nửa những tên khủng bố là phụ nữ, một điều hiếm thấy. Những cuộc trao đổi qua điện thoại di động với những con tin bên trong toà nhà cho thấy những kẻ cầm giữ con tin có lựu đạn và các loại chất nổ khác đeo quanh mình, và chúng đã lắp đặt thêm chất nổ, một ở ngay trung tâm nhà hát, một ở bên ngoài ban công. Một bản tuyên bố qua băng video đã được cung cấp cho các phương tiện truyền thông, trong đó những tay súng tuyên bố chúng sẵn sàng chết vì mục tiêu.
Trong ngày đầu tiên, những thành viên người Hồi giáo trong số khán giả cũng như một số trẻ em và một người đàn ông có vấn đề về tim được thả ra. Tuy nhiên, tất cả yêu cầu thả những người không phải người Nga đều bị từ chối. Nhiều con tin đã tìm cách thoát được ra ngoài qua những cửa sổ phía sau hai bên toà nhà, nhưng một số người khác đã bị bắn khi đang cố chạy trốn. Ngày thứ hai (24 tháng 10), một phụ nữ thường dân chưa được xác định đã vượt qua được hàng rào phong toả của các lực lượng Nga vào trong toà nhà. Bà kêu gọi các con tin dũng cảm đương đầu với bọn khủng bố. Những người bên ngoài đã thấy bà bị đẩy qua một cánh cửa ngách và có lẽ là đã bị hành quyết khi có ba tiếng nổ từ bên trong vọng ra, nhưng trên thực tế có tới năm viên đạn được bắn ra.
Ngày hôm sau, một thường dân khác cũng vào được toà nhà. Thông tin cho rằng ông đã nói với những kẻ vũ trang rằng ông tới đó để tìm đứa con trai, nhưng khi dường như đứa con không có mặt trong đám người bị cầm giữ, ông cũng bị hành quyết ở phía ngoài.

## Bản tuyên bố
Đoạn băng video của bọn khủng bố có đoạn văn bản sau:
| “ | Tất cả các quốc gia có quyền định đoạt số mệnh của mình. Nước Nga đã chiếm đoạt quyền đó của người Chechnya và hôm nay chúng tôi muốn đòi lại quyền đó, quyền mà Thượng đế Allah đã trao cho chúng tôi, tương tự như người đã trao nó cho các quốc gia khác. Allah đã trao cho chúng tôi quyền tự do và quyền lựa chọn số mệnh của mình. Và những kẻ chiếm đóng người Nga đã làm lan tràn trên đất đai của chúng tôi máu của những đứa trẻ. Và từ lâu chúng tôi đã nóng lòng tìm kiếm một giải pháp công bằng. Mọi người không biết về những người vô tội đang chết ở Chechnya: những vị tù trưởng, những phụ nữ, trẻ em và những người yếu đuối. Và vì thế, chúng tôi đã lựa chọn cách giải quyết này. Đây là hành động cho tự do của người dân Chechnya và vì thế đối với chúng tôi dù chết ở đâu cũng vậy, và vì thế chúng tôi đã quyết định chết ở đây, tại Mátxcơva. Và chúng tôi sẽ mang theo cùng với mình hàng trăm mạng sống của những người có tội. Nếu chúng tôi chết, những người khác sẽ tới và tiếp bước cùng chúng tôi —những người anh người chị sẵn sàng hy sinh mạng sống của họ, theo con đường của Allah, để giải phóng quốc gia. Những người theo chủ nghĩa quốc gia của chúng tôi đã chết, nhưng mọi người đã nói rằng họ, những người theo chủ nghĩa quốc gia, là những kẻ khủng bố và tội phạm. Nhưng sự thực nước Nga chính là kẻ tội phạm. | ” |

## Cuộc tấn công giải cứu
Sáng thứ Bảy ngày 26 tháng 10, các lực lượng đặc biệt Nga (OSNAZ) thuộc Cơ quan An ninh Liên bang (FSB) bao vây và tấn công toà nhà từ mái và mọi cửa ra vào.
Vì không có bất kỳ một cơ quan truyền thông nào được có mặt, chuỗi sự kiện xảy ra không rõ ràng và phần lớn chỉ dựa vào những lời kể khác nhau từ phía các nhân chứng.
Cuộc tấn công bắt đầu với những tiếng súng và tiếng nổ vọng ra từ bên trong nhà hát. Đã có những báo cáo rằng trước đó những kẻ vũ trang đã thông báo rằng việc hành quyết các con tin sẽ bắt đầu vào thứ Bảy trừ khi những yêu cầu của chúng được chấp nhận, nhưng sau đó thời hạn được kéo dài ra vì các nhà chức trách Nga nói với chúng rằng một vị Tướng chỉ huy trong cuộc Xung đột Chechnya đang tới để đàm phán.
Một điều rõ ràng các lực lượng an ninh đã bơm một chất gây mê dạng sương vào bên trong nhà hát. Chất này được bơm qua hệ thống điều hoà không khí của toà nhà. Sau ba mươi phút, khi khí đã có tác dụng, cuộc tấn công bắt đầu diễn ra từ trên mái và mọi cửa ra vào, và theo lời kể cả từ hệ thống cống.
Bên trong nhà hát, rõ ràng cả những kẻ khủng bố và con tin đều nhận ra rằng một loại khí đã được bơm vào trong. Các con tin báo rằng một số người đã ngủ thiếp đi và những tên khủng bố bắt đầu đeo mặt nạ phòng độc. Những tên nam giới đã vào vị trí, sẵn sàng cho cuộc tấn công, trong khi những kẻ khủng bố nữ ở lại bên trong để kích nổ những khối thuốc nổ. Cuối cùng, có một cuộc đấu súng giữa những kẻ khủng bố Chechnya và các lực lượng an ninh Nga trong thính phòng, những con tin ở giữa hai làn đạn. Cuộc chiến lan rộng khắp toà nhà khi các lực lượng đặc biệt tìm kiếm và tiêu diệt bất kỳ kẻ nào họ cho là khủng bố.
Các lực lượng đặc biệt nhanh chóng chiếm toà nhà, giết tất cả những tên khủng bố nam đứng gác ngoài cửa. Sau đó họ đặt một cái chai vào tay Movsar Barayev khi ấy đã chết, như một dấu hiệu của chiến thắng và tiến vào trong nhà hát. Các lực lượng đặc biệt nhanh chóng hành quyết tất cả những tên khủng bố nữ (ở lại bên trong và đã bị khí làm cho tê liệt) với một phát đạn duy nhất vào đầu. Tất cả bọn khủng bố đều bị tiêu diệt và không một con tin nào bị chúng giết hại.

## Hậu quả
Ít nhất 42 tên khủng bố và 120 con tin (các con số chính thức – 33 và 128, con số của Moscow News: 129 con tin) đã chết trong khi cuộc tấn công diễn ra hay trong những ngày sau đó. Bác sĩ Andrei Seltsovsky, chủ tịch uỷ ban y tế Mátxcơva, đã thông báo rằng chỉ một con tin bị thiệt mạng khi diễn ra cuộc tấn công giải cứu vì tác dụng của loại khí bí mật, chứ không phải vì trúng đạn.
Tổng thống Nga Vladimir Putin đã lên tiếng bảo vệ cuộc tấn công trong một bài phát biểu trên truyền hình buổi sáng hôm đó, cho rằng chính phủ đã "hoàn thành một nhiệm vụ gần như bất khả, cứu thoát hàng trăm, hàng trăm người," lên tiếng xin lỗi vì những điều chưa làm được để có thể cứu thoát thêm nhiều con tin khác, và tuyên bố thứ Hai tới sẽ là ngày Quốc tang cho những người thiệt mạng.
Các lực lượng an ninh còn có thêm lý do biện minh cho hành động sử dụng khí gây mê bởi những kẻ khủng bố được trang bị chất nổ, đứng phân tán trong khắp toà nhà rộng, và có khả năng số chất nổ bên trong và bên ngoài toà nhà sẽ được kích hoạt hay các con tin sẽ bị giết hại khi chúng nhận ra mình đang bị tấn công. Trong cuộc tấn công, nhiều tên khủng bố Chechnya bị bắn thẳng vào đầu khi đã mất năng lực do khí gây mê. Một lính đặc nhiệm thuộc lực lượng Alpha Group Nga đã nói với báo chí, "Tôi biết rằng đó là một hành động tàn nhẫn, nhưng khi có hai kilôgam chất nổ dẻo quấn quanh người, chúng ta sẽ thấy không thể làm thế nào khác để bắt giữ chúng một cách an toàn."
Những kẻ khủng bố được đưa tới các bệnh viện cùng với những nạn nhân, và các bác sĩ nhận lệnh không được thả bất kỳ người nào phòng trường hợp những kẻ khủng bố trà trộn lẫn với các con tin. Các thành viên gia đình nạn nhân hoang mang khi chính phủ từ chối cung cấp bất kỳ thông tin nào về nơi những người thân của họ được đưa đến hoặc họ còn sống hay đã chết.
Vụ tấn công đã bị các nước trên thế giới lên án là một hành động khủng bố, dù bên trong Chechnya đây được coi là một phần trong sự tiếp diễn của chiến dịch quân sự và chính trị vì độc lập khỏi Liên bang Nga.

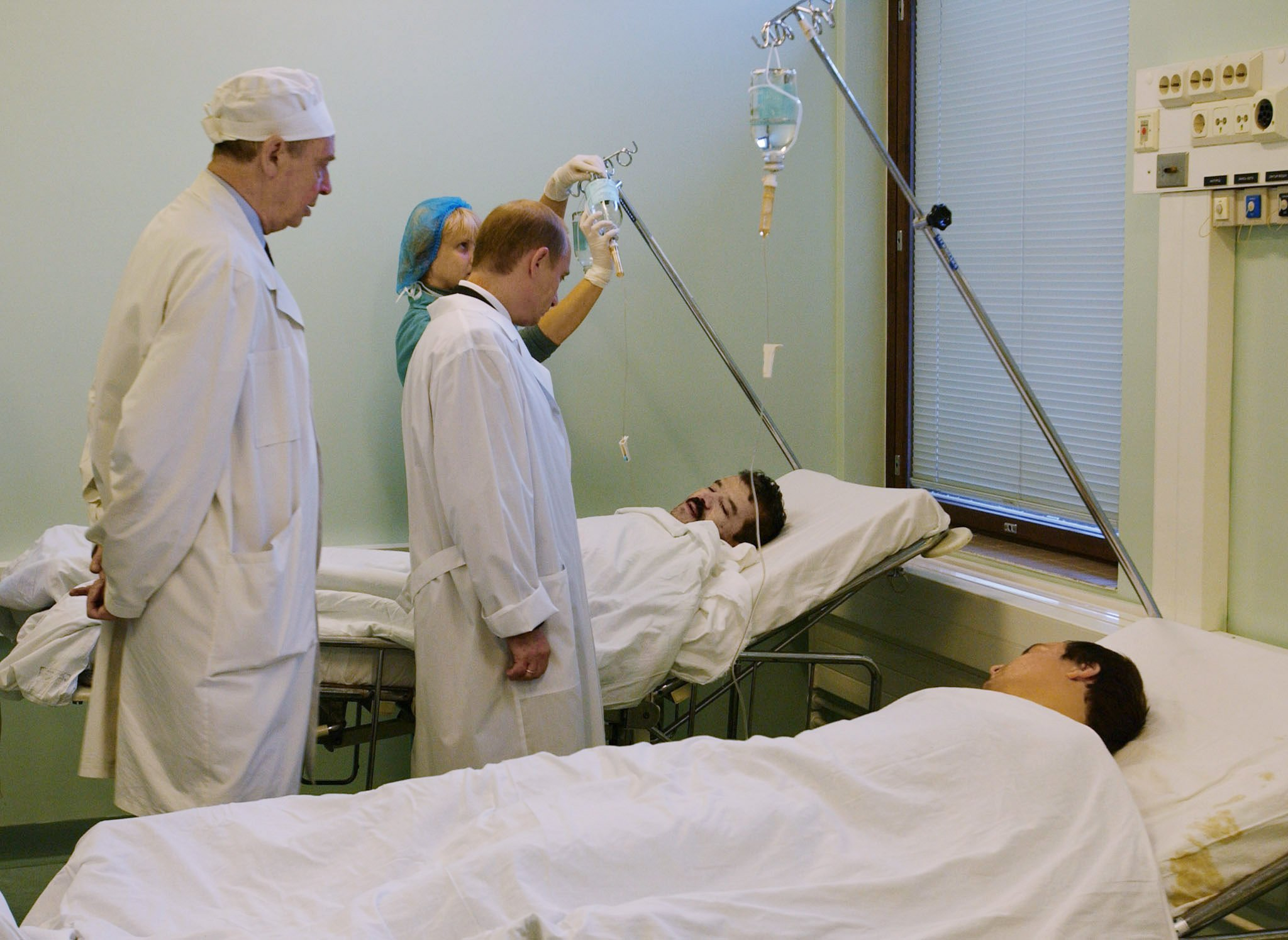
Tổng thống Vladimir Putin tới thăm Viện Y tế Khẩn cấp Sklifosovsky để gặp gỡ các con tin được cứu từ nhà hát Dubrovka.

## Xác định loại khí gây mê
Đã có báo cáo cho rằng những nỗ lực điều trị cho các nạn nhân trở nên phức tạp hơn nhiều do chính phủ Nga từ chối thông báo cho các bác sĩ về kiểu khí đã được sử dụng. Ở thời điểm đó, loại khí này được phỏng đoán là một kiểu thuốc mê dùng trong phẫu thuật hay một loại vũ khí hoá học. Các đại sứ quán nước ngoài tại Mátxcơva đã ra những thông cáo chính thức về yêu cầu được thông tin thêm về loại khí đã được sử dụng nhằm thuận lợi hơn trong điều trị nạn nhân, nhưng chúng đều bị làm ngơ.
Trong khi vẫn từ chối xác định loại khí sử dụng, ngày 28 tháng 10 chính phủ Nga đã thông báo cho Đại sứ quán Mỹ về một số tác dụng của loại khí này. Dựa trên thông tin đó và trên việc khám xét các nạn nhân, các bác sĩ đã kết luận loại khí đó là một dẫn xuất morphine.
Thứ Tư ngày 30 tháng 10 Nga trả lời trước áp lực ngày càng tăng cả trong nước và từ bên ngoài bằng lời tuyên bố về một loại khí chưa từng biết của Bộ trưởng Y tế Yuri Shevchenko. Ông xác định rằng nó là một dẫn xuất fentanyl (có lẽ đó là chất làm bất động động vật lớn carfentanil), một loại opioid mạnh.  Boris Grebenyuk, lãnh đạo Cơ quan Cứu trợ Thảm hoạ Toàn Nga, đã nói rằng các lực lượng giải cứu sử dụng Trimethyl Phentanylum. New Scientist chỉ ra rằng trimethyl fentanyl không phải là khí mà giống một lớp sương.
Một giáo sư độc học Đức, người đã khám xét nhiều trường hợp con tin người Đức nói rằng máu và nước tiểu của họ có chứa halothane, một loại thuốc gây mê phẫu thuật ít được sử dụng ở phương Tây, và có lẽ đây là một thành phần trong loại khí đã được sử dụng. Tuy nhiên, halothane có mùi mạnh (dù thường được cho là "dễ chịu" so với các loại khí gây mê khác). Vì thế, khi cả nhà hát đầy những halothane với mật độ tập trung đủ để gây mất cảm giác là (0.5% - 3%), thì có lẽ những kẻ khủng bố bên trong sẽ nhận ra chúng đang bị tấn công. Hơn nữa, việc hồi phục sau khi mất cảm giác khá nhanh chóng sau khi luồng khí bị ngắt quãng, không giống trường hợp sử dung fentanyl liều cao. Vì thế, dù halothane có thể là một thành phần trong chất khí đó, thì nó cũng không phải thành phần chính.
Loại khí này hiện được đa số mọi người đồng ý là một dẫn xuất fentanyl tuyệt mật tên gọi Kolokol-1 do KGB phát triển trong thập kỷ 1970. Các bác sĩ Nga, những người sơ cứu nạn nhân ở những phút đầu tiên sau vụ bắt giữ, đã dùng một liều thuốc giải độc fentanyl là naloxone để tiêm. Nhưng việc sử dụng dẫn xuất gây ra những căn bệnh kinh niên cấp tính cho các con tin, những người đã ở trong căn phòng đóng kín không nước uống và thức ăn trong nhiều ngày. Một yếu tố khác là liều lượng dẫn xuất fentanyl sử dụng. Chúng được tính toán để có thể làm vô hiệu hóa chúng trong nhiều phút. Theo kết luận của các chuyên gia Nga, tất cả những con tin đã thiệt mạng, đều không phải do nguyên nhân từ loại khí đó, mà bởi sự biến chứng, do việc sử dụng khí ở điều kiện phi chuẩn.

## Những hậu quả lâu dài
Khi vụ giải cứu đang diễn ra, chính phủ Nga đã đóng cửa một trạm phát sóng vô tuyến, kiểm duyệt việc phát sóng trên các kênh truyền thanh và truyền hình khác, và công khai khiển trách một tờ báo về việc đưa tin của họ. Ngày 1 tháng 11, Duma -hạ viện Nga- đã thông qua những biện pháp hạn chế rộng rãi mới với các phương tiện truyền thông về việc đưa tin những vụ việc liên quan tới khủng bố, chúng nhanh chóng được thượng viện và sau đó là Tổng thống Putin phê chuẩn. Duma đã từ chối xem xét một đề xuất của Đảng Liên minh các lực lượng cánh hữu tự do tiến hành một cuộc điều tra những cơ quan chịu trách nhiệm tiến hành các hành động bên trong nhà hát. Những chính sách đó nhanh chóng mang lại sự e ngại bên trong nước Nga rằng Putin đang thực hiện các hành động mang tính hệ thống nhằm giành lại quyền kiểm soát toàn bộ các phương tiện truyền thông Nga.
Chỉ huy quân sự nổi loạn Shamil Basayev đã đưa ra một bản thông cáo trên trang web của mình, tuyên bố chịu trách nhiệm về vũ bắt giữ con tin, từ chức mọi chức vụ chính thức bên trong chính phủ Chechnya, và xin lỗi Tổng thống nước này Aslan Maskhadov vì đã không báo trước cho ông ta kế hoạch tấn công. Chính phủ Nga tuyên bố rằng những cuộc trao đổi trên điện thoại bị nghe lén cho thấy Maskhadov biết trước về vụ này, tuy nhiên ông ta đã bác bỏ.
Những vụ tấn công đã khiến Putin thắt chặt quyền kiểm soát của Nga tại Chechnya. Cơ quan truyền thông thuộc chính phủ Nga đã thông báo rằng 30 tay súng ly khai đã bị tiêu diệt trong một trận đánh bên ngoài Grozny ngày 28 tháng 10, và Putin đã nói rằng "những biện pháp thích đáng trước mối đe doạ" sẽ được tiến hành trả đũa lại hành động khủng bố. Người Chechnya đã phản ứng một cách tương tự trước những vụ tấn công với tần suất lớn từ phía Nga sau vụ bắt cóc con tin. Đề xuất đàm phán vô điều kiện với nước Nga của Tổng thống Maskhadov đã bị khước từ, bởi người Nga tin rằng ông ta có ít ảnh hưởng tại Chechnya.
Nga cũng buộc tội Akhmed Zakayev (cũng gọi là Zakajev hay Zakaev), một phái viên và là người thân cận của Aslan Maskhadov có liên quan tới vụ việc. Khi ông tới Đan Mạch để tham dự một cuộc hội nghị tháng 10 năm 2002, người Nga đã yêu cầu bắt giữ và dẫn độ ông ta. Zakayev đã bị bắt giữ tại Đan Mạch trong hơn một tháng nhưng sau đó đã được thả ra khi các cơ quan chính quyền nước này không tìm thấy đủ bằng chứng cho việc đó. Ngày 7 tháng 10, Zakajev xin tị nạn tại London. Chính quyền Anh đã bắt giữ ông ta nhưng sau đó đã thả khi ông ta đóng tiền bảo lãnh, số tiền này do Vanessa Redgrave và những người khác quyên góp. Quá trình dẫn độ Zakayev đã không thành công và ông ta đã được trao quy chế tị nạn chính trị tại Anh Quốc.
Tổ chức Nhân quyền Quốc tế đã thông báo về số lượng tăng thêm các vụ tấn công vào người Chechnya tại Mátxcơva sau cuộc khủng hoảng con tin đó.
Một vụ bắt giữ con tin tương tự do những người Chechenya theo chủ nghĩa quốc gia tiến hành tại Beslan tháng 9 năm 2004.
Vở kịch Checklist for an Armed Robber năm 2004 của Vanessa Bates lấy cảm hứng từ những sự kiện xảy ra từ vụ bắt giữ con tin này và một vụ cướp có vũ trang khác tại Australia.